# Sony Ericsson K810i
Sony Ericsson K810i är en mobiltelefon med 3,2 megapixels kamera. Det är uppföljaren till Sony Ericsson K800i, och är liksom föregångaren märkt med Sonys kameramärke Cybershot. Det är inga större skillnader mellan K810i och K800i, men värt att nämna är designen och funktionen TrackID som ger användaren möjlighet att identifiera en låt genom att spela in några sekunder av den som sedan matchas mot en central databas. I mediaspelaren på K810 sorteras också mp3-filerna efter album, artist, låtar och spellistor. Kameran på K810i har även en funktion kallad Best Pic, där kameran tar ett antal bilder i snabb följd och sedan låter användaren välja den som blev bäst.

## Specifikationer
- 3,2 megapixelkamera
- MP3-spelare
- 3G-telefoni
- Bluetooth 2.0
- IR
- USB
- SMS
- MMS
- WAP
- E-mail
- Java
- TrackID
- Xenon Blixt
- Plats för Memory Stick Micro (M2)
- 70 MB inbyggt minne

K810i finns i tre olika färger, Noble blue, Golden ivory och röd som utbytesskal. Den har 262 144 färgers TFT skärm. Storleken på mobilen är 106 x 48 x 17 mm. Den väger ca 103 g.

## Liknande telefoner
- Sony Ericsson K800i
- Sony Ericsson K750i
- Sony Ericsson K850i